# Beaumont y Fletcher

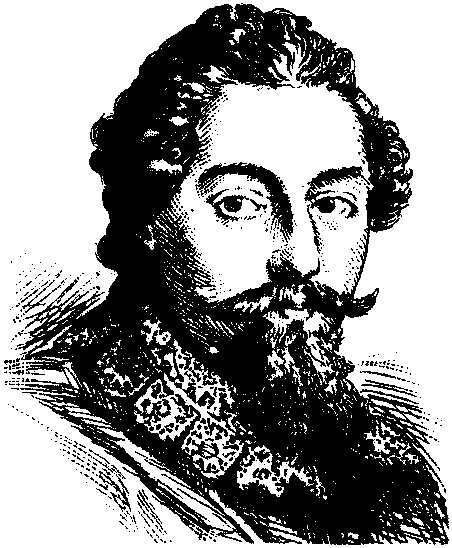
Dibujo de Francis Beaumont.

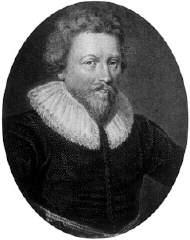
John Fletcher.

Beaumont y Fletcher es la asociación literaria establecida entre los dramaturgos ingleses Francis Beaumont (1584 – 1616) y John Fletcher (1579-1625), quienes colaboraron en sus obras durante el reinado del rey Jacobo I. Se hicieron famosos como un equipo desde temprano, tanto así que sus nombres en conjunto fueron aplicados al canon total de Fletcher, incluyendo sus obras en solitario y las piezas que compuso con otros colaboradores como Philip Massinger, Nathan Field y muchos más.

## Inicios
Alrededor de 1605, se inició la colaboración entre Francis Beaumont y John Fletcher. Ambos están considerados como los iniciadores de la comedia de intriga inglesa. Los dos habían comenzado sus carreras dramáticas con destacados fracasos: la obra de Beaumont, The Knight of the Burning Pestle, interpretada por primera vez por los Niños de Blackfriars en 1607, fue rechazada por una audiencia que, según dice la epístola de la edición en "quarto" de 1613, no fue capaz de darse cuenta de la "marca de ironía sobre ella;" esto es, se tomaron la sátira de Beaumont del drama pasado de moda como un drama pasado de moda. Al año siguiente, la obra de Fletcher Faithful Shepherdess fracasó en el mismo escenario. En 1609, sin embargo, crearon conjuntamente Philaster, que se representó por los King's Men en el Globe Theatre y en Blackfriars. La obra fue un éxito de público, haciendo despegar las carreras de los dos dramaturgos y, además, suscitando un nuevo interés por la tragicomedia. Vivieron en la misma casa en el Bankside en Southwark. Posteriormente, se ha especulado con la posibilidad de que fueran amantes, aunque Beaumont se casó en 1613 con Ursula, hija y coheredera de Henry Isley de Sundridge en Kent, con quien tuvo dos hijas. 

## Obras
El primer folio de Beaumont y Fletcher publicado en 1647 contenía 35 piezas y el segundo folio de 1678 incluyó 53 piezas. Otros trabajos hicieron ascender el total de piezas en el canon a alrededor de 55. Si bien es probable que ni los académicos ni los críticos presenten un veredicto unánime sobre la autoría de todas estas obras (especialmente, dadas las dificultades de algunos casos individuales), se ha llegado a un corpus de alrededor de 12 a 15 obras en las cuales trabajaron ambos autores.
Las obras normalmente reconocidas como colaboraciones de Beaumont y Fletcher son las siguientes:
- El misógino, comedia (1606; publicada en 1607)
- La venganza de Cupido, tragedia (c. 1607-1612; publicada en 1615)
- Filastro, tragicomedia (c. 1609; publicada en 1629)
- La tragedia de la dama, tragedia (c. 1609; publicada en 1619)
- Un rey y no tan rey, tragicomedia (1611; publicada en 1619)
- El capitán, comedia (c. 1609-1612; publicada en 1647)
- La mujer desdeñosa, comedia (c. 1613; publicada en 1616)
- Love's Pilgrimage, tragicomedia (c. 1615-1616; publicada en 1647)
- El noble caballero, comedia (interpretada en 1626; publicada en 1647).

Obras de Beaumont y Fletcher, revisadas posteriormente por Philip Massinger:
- Thierry y Theodoret, tragedia (c. 1607; publicada en 1621)
- El Coxcomb comedia (1608-1610; publicada en 1647)
- El arbusto del mendigo, comedia (c. 1612-1613; publicada en 1647)
- La cura al amor, comedia (c. 1612-13; publicada en 1647).

Debido al patrón distintivo de Fletcher de contracciones y preferencias lingüísticas ('em por them, ye por you, etc.), se puede distinguir su autoría de la de Beaumont en sus trabajos colaborativos. En Un rey y no tan rey, Beaumont escribió los actos I, II y III por completo, además de la escena IV, iv y V, ii y iv, mientras que Fletcher escribió solo las primeras tres escenas en el acto IV (IV, i-iii) y las escenas primera y tercera del quinto acto (V, i and iii). En este caso, la obra es más de Beaumont que de Fletcher. La pluma de Beaumont también predomina en La tragedia de la dama, El noble caballero, Filastro y El misógino. En cambio, El capitán, El Coxcomb, La venganza de Cupido, El arbusto del mendigo y La mujer desdeñosa contienen más del trabajo de Fletcher que de Beaumont. Los casos de Thierry y Theodoret y La cura al amor son algo confusos por la revisión de Philip Massinger; pero también en estas piezas, Fletcher parece ser el autor predominante.
Críticos literarios y académicos debaten sobre otras obras. Claramente, Fletcher escribió los últimos dos cuartos de Four Plays in One, otra obra en su canon. Muchos académicos atribuyen la primera mitad de esta obra a Nathan Field, aunque algunos prefieren a Beaumont. Dados los límites de la evidencia existente, puede que algunas de estas dudas queden irresueltas con las técnicas disponibles actualmente.